# Pauilhac
Pauilhac település Franciaországban, Gers megyében. Lakosainak száma 601 fő (2022. január 1.). Pauilhac Castelnau-d'Arbieu, Fleurance, Lamothe-Goas, Lectoure, Sainte-Radegonde és Terraube községekkel határos.

## Népesség
A település népességének változása:
| Lakosok száma | 377  | 375  | 447  | 545  | 657  | 645  | 618  | 615  | 610  | 601  |
|               | 1968 | 1982 | 1990 | 2006 | 2013 | 2015 | 2017 | 2019 | 2020 | 2022 |